# Resi Langer

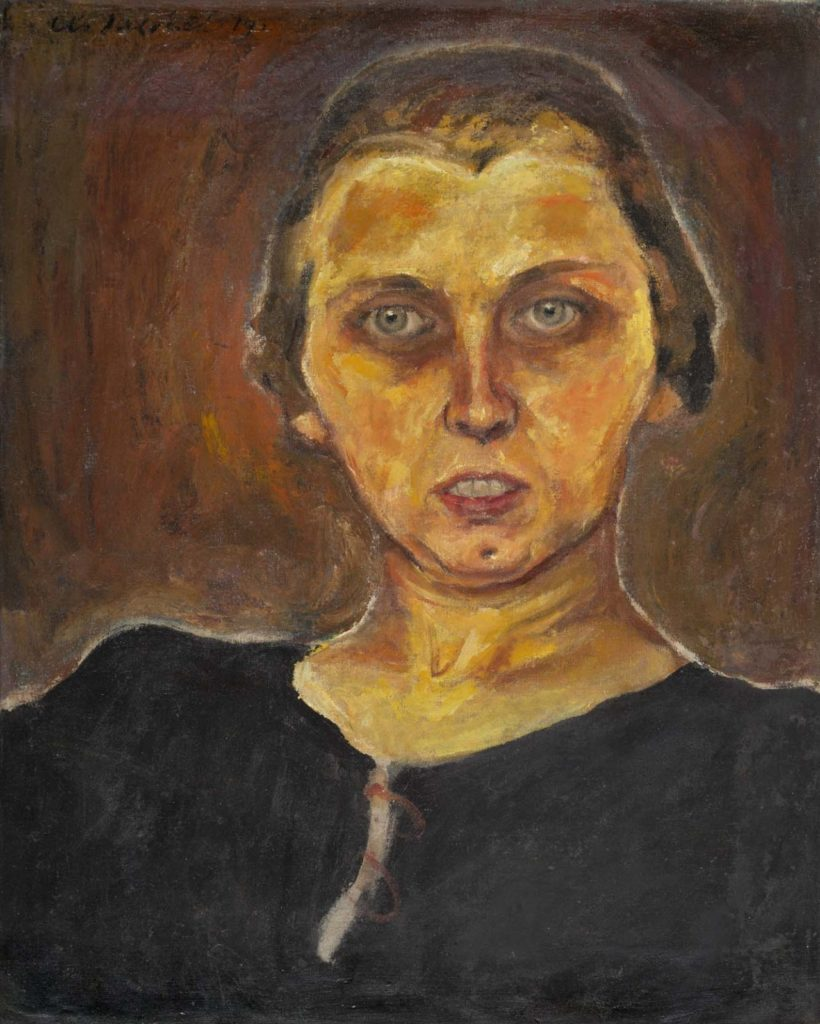
Willy Jaeckel: Porträt der Chansonette Resi Langer (1919)

Maria Theresia „Resi“ Langer (* 24. September 1886 in Breslau, Deutsches Kaiserreich; † 2. Oktober 1971 in Berlin) war eine deutsche Kabarettistin, Schauspielerin und Rezitatorin.

## Leben und Wirken
Maria Theresia Langer besuchte in ihrer Heimatstadt Breslau die Klosterschule St. Ursula und ließ sich unter der Leitung von Otto Gerlach an der Theaterschule der Vereinigten Theater Breslau künstlerisch ausbilden. Mit 16 Jahren übernahm Langer erste (noch recht kleine) Theaterrollen an Breslauer Spielstätten, wirkte später auch in Hannover und unternahm Gastspielreisen. Im Herbst 1906 übersiedelte Langer nach Berlin, wo sie zunächst in einem Anwaltsbüro arbeitete, bald darauf aber zu einem Verlag wechselte. Nebenbei gestaltete sie sogenannte „Rokoko-Vortragsabende“ und trat mit Gedichten von Arno Holz, Christian Morgenstern und Wilhelm Busch auf.
1908 heiratete Resi Langer den Schriftsteller Alfred Richard Meyer, der unter dem Pseudonym Munkepunke einige Bekanntheit erlangte. Im Jahr darauf wurde Langer Mutter eines Sohnes, Hermann Wolf Meyer. 1912 erfolgte Langers erster Kontakt zum Film, als die damals 26-Jährige unter der Regie von Eugen Illés in einer Produktion des Filmpioniers Alfred Duskes, dem Lustspiel Der Ulk im Film, mitwirkte, wo sie in 24 Sketchen auftrat. Aktivitäten vor der Kamera blieben jedoch fortan die Ausnahme und besaßen Seltenheitscharakter. Stattdessen konzentrierte sie sich weiterhin auf das Theater und gab als Rezitatorin zahlreiche Lesungen (u. a. Frank Wedekind, Heinrich Heine, Alfred Lichtenstein).
Nach dem Ersten Weltkrieg begann das Kabarett erheblich an Bedeutung in Resi Langers Karriere zu gewinnen. Ab 1921 trat sie an diversen Berliner Kleinkunstbühnen auf, so auch bei Schall und Rauch, Wilde Bühne und Die Wespen an der Seite von Trude Hesterberg, Harald Paulsen, Fritz Kampers, Annemarie Hase und Leon Hirsch. Nach 1933 fand Resi Langer Beschäftigung beim Rundfunk und hielt sich mit Moderationen von Modeschauen über Wasser.
Vermutlich 1939 verließ Resi Langer das Deutsche Reich Adolf Hitlers und übersiedelte mit ihrem dritten Ehemann, dem Juden Dr. Stefan Meisel, zunächst nach Italien. Von dort folgten als weitere Emigrationsstationen die Philippinen, wo sie in Manila eine Apotheke betrieb, und (1947) die Vereinigten Staaten. Hier führte Resi Langer einen Kiosk im Foyer eines New Yorker Kaufhauses. Erst mit 82 Jahren kehrte die Künstlerin in die alte Heimat, zu ihrer wichtigsten Wirkungsstätte nach Berlin, zurück, wo sie im Frühherbst 1971 starb.

## Filmografie
- 1912: Der Ulk im Film
- 1917: Tausend und eine Frau
- 1918: Seine Totenmaske
- 1934: Jungfrau gegen Mönch
- 1934: Ferien vom Ich

## Veröffentlichung
- Resi Langer: Rokoko und Kinotypen. Zwölf Gedichte und zwölf Episoden. Hrsg. von Regina Nörtemann, Johanna Egger und Jeanette Wiede. Wallstein-Verlag, Göttingen 2014.